# Олександро-Шультине
Олекса́ндро-Шу́льтине — село Костянтинівської міської громади Краматорського району Донецької області України. Станом на початок 2025 року в селі залишалось двоє осіб.

## Загальні відомості
Відстань до центру громади становить близько 10 км і проходить автошляхом місцевого значення. Розташоване на обох берегах річки Неумиха. Землі села межують із південного сходу з Костянтинівкою.

## Назва
Сучасна назва Олександро-Шультине утворилася від прізвища наступного власника - Йосипа Шультена. Нерідко поруч із назвою поселення в дужках зазначалося і прізвище власника. Так Олександрове (Шультина) перетворилося на сучасну назву.

## Історія
Відоме з XVIII століття як Олександрове, Бахмутського повіту Катеринославської губернії. Поселення Олександрове Бахмутського повіту, воно ж Юріївка, в кінці ХVІІІ століття належало колезькому асесору Олександру Федоровичу Нестерову. На початку ХІХ століття маєток належав міністру фінансів - графу Д.О. Гур’єву. У 1814 році за імператорську позику в 50 000 рублів (на 12 років) маєток на річці Науміха, що впадає в Кривий Торець, купує генерал-лейтенант Петро Котляревський, герой російсько-перської війни, двоюрідний брат відомого українського письменника Івана Котляревського.
У 1816 році генерал одружився з донькою свого товариша по службі - майора Єнохіна. Але вже за рік його дружина Варвара Єнохіна померла під час пологів разом із дитиною. Особистого щастя після цього Петро Котляревський не знайшов. І після фантастичної військової кар'єри відставний генерал займався сільським господарством на землях нинішньої Костянтинівської громади.
22 (29) червня 1822 року Котляревським було закладено Свято-Георгіївську церкву, в якій до кінця життя служив священиком батько генерала - протоієрей Степан Котляревський, який помер у віці 98 років. До відкриття церкви у Кліщіївці не дожив – помер за рік до завершення будівництва. Його поховали біля церкви, ось тільки його могила донині не збереглася.
Брат генерала теж володів маєтком у нинішній Донецькій області. Селище Галицинівка розташоване за 50 кілометрів від Олександро-Шультиного.
У своєму маєтку Котляревський почав займатися сільським господарством. Головний прибуток маєтку давали мериноси – вівці особливої породи: 50 – 100 тисяч рублів на рік. Перші декілька овець та барана породи Котляревському подарував граф Н.П. Рум’янцев.
Котляревському також належало село Карлівка (нині Кліщіївка). Був у відставного генерала маєток і в селі Капитолівка Ізюмського району.
Управління двома селами у Бахмутському повіті Петро Котляревський передав своєму родичу та соратнику, герою російсько-перської війни майору Йосипу Івановичу Шультену. Храм у Кліщіївці зводився під його чуйним керівництвом.
Після смерті Котляревського маєток залишився у спадок його онукам – Сергію та Олександру. Також 5008 десятин землі (орної 3274), 6926 овець, 136 волів, 9 коней, 187 корів, вітряний та водяний млини, цегельний завод.
7 (20) листопада 1917 року, відповідно до Третього Універсалу Української Центральної Ради, увійшло до складу Української Народної Республіки.  
У маєтку Котляревського в часи радянської окупації влаштували склад, а потім контору колгоспу, проте зруйнувала її не радянська влада. Вже після розпаду СРСР, на цеглу пам'ятник архітектури розтягли місцеві жителі. Сучасники, які бували маєток Котляревського, відзначали, що «..кам’яний панський будинок із галереєю на верхньому поверсі,що вміщував великого героя, побудований з усією правильністю нової архітектури; при ньому два флігелі: один зайнятий поважним старцем, батьком Котляревського, священиком на спокої, а інший - відставним підполковником Шультеном, в безпосередньому розпорядженні якого весь маєток Котляревського».
У 1930 році в селі Олександро-Шультине було створено колгосп «Шлях Леніна». Головою колгоспу було обрано Олексія Михайловича Петрова.
1991 року було зведено сучасну триповерхову школу, стару будівлю продали приватним особам.

## Свято-Георгіївська церква
В архіві Катеринославської Єпархії значиться православна церква Олександрового від 1746 року. Селяни будували село і одразу маленьку церкву.
Старожили говорять, що будівництво велося за рахунок державних коштів. На момент її зведення в тутешніх місцях проживало лише кілька десятків селян на чолі з паном. Отже, є підстава виникнення села вважати роком раніше, тобто 1745 рік. Згодом, стара маленька церква вже не вміщала парафіян, потрібна була нова. 
На початок будівництва благословив архієпископ Іов. А висвячений протоієреєм Федором Савиновим храм, почав діяти 10 вересня 1829 року, про що свідчить довідник Катеринославської Єпархії за 1913 рік. Ця гарна архітектурна споруда побудована у грецькому стилі.
В усіх своїх населених пунктах Котляревський побудував напрочуд схожі храми. Схожа церква збудована в сусідній Карлівці (нині Кліщіївка) та Капитолівці.
Усі вони мали хрестоподібний план і були увінчані великим напівсферичним куполом, під яким розташовувалися круглі вікна. У західній частині була дзвіниця, а входи були прикрашені колонадами. Ймовірно, задумом полководця було, переїжджаючи з місця на місце, не відчувати розлуки з рідним храмом, а скрізь зустрічати звичні мури.
Усі три церкви Петро Степанович назвав на честь святих покровителів воїнів: у Капитолівці — святої великомучениці Варвари, яка береже від раптової смерті, в Олександровому — святого Георгія Змієборця, а в Кліщіївці — Покрова Пресвятої Богородиці.
Казенна платня у священика Георгіївського храму у 1913 році становила 294 рублі, псаломщика - 98 рублів. Георгівській церкві належали сільськогосподарські землі за 10 верст від неї. 1908 року їх налічувалося 37 десятин, через 5 років — 33 десятини, вони приносили 300 рублів річного доходу.
Прихід Георгіївського храму, окрім волосного села Олександрове (Шультено), складали навколишні села Іванопілля, Перещепне (сьогодні частина Предтечиного), Предтечине та Петрівка (нині Диліївка). Парафіяльний причт повинен був вести метричні книги, до яких вносилися записи про одруження, народження та смерть парафіян. Частина книжок збереглася в обласному архіві. В них можна ознайомитися з датами, званнями, регаліями, прізвищами та іменами жителів села, яких хрестили, вінчали та відспівували у 1857-1863, 1884, 1893–1920 роках.
Під час радянської окупації церкві була уготована доля багатьох зруйнованих культових споруд, якби не особлива міцна кладка стін, що в 30-і роки не взяв навіть динаміт. Із приходом у 1941 році німецьких військ у храмі знову почалася служба, що тривала до 60-х років. В 60-і роки двері церкви для парафіян закрилися у зв'язку з переслідуванням вірян. Священник поклав ключі голові сільської ради на стіл, відмовившись вести службу.
У 1963 році радянська влада закрила церкву, а приміщення використовували як сільськогосподарський склад. Там зберігали зерно та хімікати. Кажуть, що тоді ще було видно старовинні фрески, які вже були в поганому стані. Тепер вони назавжди втрачені. Деякий час будівлю використовували як кінотеатр. Решту часу церква порожніла. Унікальний живопис на куполі було зафарбовано, ліпнину розбито, дзвіницю розібрано. Храм вдалося відновити за фрагментами, що залишилися.
1991 року у будівлю повертається церква. Через п'ять років, у 1996 році, на Великдень у ньому було здійснено перше богослужіння. У 2002 році Свято-Георгіївський храм було освячено.
У 2013 році у старовинному храмі було замінено іконостас та виготовлено нові кіоти для особливо шанованих ікон, поставлено нові вікна у вівтарі, придбано нове начиння для богослужінь.

## Населення
За даними на 1859 рік у власницькому селі Олександрівка (Сергіївка) Бахмутського повіту Катеринославської губернії мешкало 457 осіб (228 чоловічої статі та 229 — жіночої), налічувалось 53 дворових господарства, існувала православна церква.
Станом на 1886 рік у колишньому власницькому селі Олександрівка (Олександро-Шультине, Котлярівка), центрі Олександро-Шультенської волості, мешкало 532 особи, налічувалось 68 дворових господарств, існували православна церква й школа.
За переписом 1897 року кількість мешканців зросла до 527 осіб (266 чоловічої статі та 261 — жіночої), з яких всі — православної віри.
У 1908 році в селі Олександрівка (Шультине) Сантуринівської волості мешкало 844 особи (435 чоловічої статі та 409 — жіночої), налічувалось 90 дворових господарств.
В селі Олександро-Шультиному мешкали німецькі родини. У 1884 році німці-колоністи з Маріупольського повіту придбали в поміщиків Олександро-Шультинської волості 11 595 десятин землі та заснували колонію Феттера.
На мапі 1928 року окремо значиться село Олександро-Шультине та німецька колонія Шультино. В переліку німецьких колоній Катеринославської губернії є запис про сепаратиський хутір Шультино, де у 1911 році проживав 291 мешканець, у 1918 - 50, у 1926 - 21, з яких всі були німцями. Невідомо звідки були переселенці та їхня подальша доля.
За даними перепису 2001 року населення села становило 195 осіб, із них 7,69 % зазначили рідною мову українську та 92,31 % — російську.

## Транспорт
Південною околицею села проходить залізниця, у селі розташований зупинний пункт 1086 км. Селом пролягають автошляхи районного значення С050816 (Іванопілля — Олександро-Шультине).

## Особи
У селі народився український актор Олександр Хвиля.